# Финска на Светском првенству у атлетици на отвореном 2019.
Финска је учествовала на 17. Светском првенству у атлетици на отвореном 2019. одржаном у Дохи од 27. септембра до 6. октобра седамнаести пут, односно учествовала је на свим првенствима до данас. Репрезентацију Финске представљали су 22 учесника (8 мушкараца и 14 жена) у 17 дисциплина (5 мушких и 12 женских).,
На овом првенству такмичари Финске нису освојили ниједну медаљу. У табели успешности према броју и пласману такмичара који су учествовали у финалним такмичењима (првих 8 такмичара) Финска је са 1 учесником у финалу делила 51. место са 5 бодова.
| Плас. | Земља  | 1. место | 2. место | 3. место | 4. место | 5. место | 6. место | 7. место | 8. место | Бр. финал. | Бод. |
| ----- | ------ | -------- | -------- | -------- | -------- | -------- | -------- | -------- | -------- | ---------- | ---- |
| =51.  | Финска | 0        | 0        | 0        | 1        | 0        | 0        | 0        | 0        | 1          | 5    |

## Учесници
| Мушкарци: - Елмо Лака — 110 м препоне - Топи Рајтанен — 3.000 м препреке - Јарко Кинунен — Ходање 50 км - Вели-Мати Партанен — Ходање 50 км - Симо Липсанен — Троскок - Ласи Етелетало — Бацање копља - Оливер Хеландер — Бацање копља - Анти Русканен — Бацање копља | Жене: - Сара Куивисто — 800 м, 1.500 м - Ане-Мари Хирилаинен — Маратон - Алиса Ваинио — Маратон - Норалота Незири — 100 м препоне - Рета Хурске — 100 м препоне - Анимари Корте — 100 м препоне - Камила Ричардсон — 3.000 м препреке - Тиа Куика — Ходање 50 км - Ела Јунила — Скок увис - Вилма Мурто — Скок мотком - Таика Коилахти — Скок удаљ - Кристина Макела — Троскок - Криста Терво — Бацање кладива - Марија Хантингтон — Седмобој |  |

## Резултати

### Мушкарци
| Атлетичар          | Дисциплина       | Лични рекорд | Квалификације     | Квалификације     | Полуфинале            | Полуфинале           | Финале               | Финале       | Детаљи |
| Атлетичар          | Дисциплина       | Лични рекорд | Резултат          | Место             | Резултат              | Место                | Резултат             | Место        | Детаљи |
| ------------------ | ---------------- | ------------ | ----------------- | ----------------- | --------------------- | -------------------- | -------------------- | ------------ | ------ |
| Елмо Лака          | 110 м препоне    | 13,49        | 13,73             | 6. у гр. 2        | Није се квалификовао  | Није се квалификовао | Није се квалификовао | 28 / 36 (41) |        |
| Топи Рајтанен      | 3.000 м препреке | 8:21,47      | 8:32,44           | 8. у гр. 3        |                       |                      | Није се квалификовао | 29 / 44 (46) |        |
| Јарко Кинунен      | 50 км ходање     | 3:46:25      |                   |                   |                       |                      | 4:25:36              | 20 / 28 (46) |        |
| Вели-Мати Партанен | 50 км ходање     | 3:44:43      | Није завршио трку | Није завршио трку |                       |                      |                      |              |        |
| Симо Липсанен      | Троскок          | 17,14 НР     | 16,47             | 12. у гр. А       |                       |                      | Није се квалификовао | 23 / 33      |        |
| Ласи Етелетало     | Бацање копља     | 84,98        | 82,26 кв          | 5. у гр. Б        | 82,49                 | 4 / 30 (32)          |                      |              |        |
| Оливер Хеландер    | Бацање копља     | 88,02        | 80,36             | 12. у гр. Б       | Нису се квалификовали | 19 / 30 (32)         |                      |              |        |
| Анти Русканен      | Бацање копља     | 88,98        | 75,05             | 14. у гр. А       | Нису се квалификовали | 28 / 30 (32)         |                      |              |        |

### Жене
| Атлетичарка         | Дисциплина       | Лични рекорд | Квалификације   | Квалификације | Полуфинале            | Полуфинале            | Финале                | Финале          | Детаљи |
| Атлетичарка         | Дисциплина       | Лични рекорд | Резултат        | Место         | Резултат              | Место                 | Резултат              | Место           | Детаљи |
| ------------------- | ---------------- | ------------ | --------------- | ------------- | --------------------- | --------------------- | --------------------- | --------------- | ------ |
| Сара Куивисто       | 800 м            | 2:01,85      | 2:03,15 (.143)  | 5. у гр. 1    | Није се квалификовала | Није се квалификовала | Није се квалификовала | 20 / 40 (41)    |        |
| Сара Куивисто       | 1.500 м          | 4:08,96      | 4:08,85 ЛР      | 11. у гр. 1   | Није се квалификовала | Није се квалификовала | Није се квалификовала | '25 / 35        |        |
| Ане-Мари Хирилаинен | Маратон          | 2:28:53      |                 |               |                       |                       | 2:51:26               | 19 / 40 (70)    |        |
| Алиса Ваинио        | Маратон          | 2:33:24      | 2:56:30 ЛРС     | 26 / 40 (70)  |                       |                       |                       |                 |        |
| Норалота Незири     | 100 м препоне    | 12,81        | 12,92 кв        | 5. у гр. 5    | 12,89                 | 5. у гр. 2            | Нису се квалификовале | 14 / 36 (38)    |        |
| Рета Хурске         | 100 м препоне    | 12,78        | 12,96 КВ        | 4. у гр. 4    | 13,24                 | 5. у гр. 3            | Нису се квалификовале | 21 / 36 (38)    |        |
| Анимари Корте       | 100 м препоне    | 12,72 НР     | 12,97 (.963) КВ | 3. у гр. 3    | 12,97                 | 6. у гр. 1            | Нису се квалификовале | 17 / 36 (38)    |        |
| Камила Ричардсон    | 3.000 м препреке | 9:35,27      | 9:53,06         | 12. у гр. 2   |                       |                       | Нису се квалификовале | 36 / 43 (45)    |        |
| Тиа Куика           | 50 км ходање     | 4:29:25      |                 |               |                       |                       | Није стартовала       | Није стартовала |        |
| Ела Јунила          | Скок увис        | 1,95         | 1,80            | 14. у гр. Б   |                       |                       | Нису се квалификовале | 28 / 30         |        |
| Вилма Мурто         | Скок мотком      | 4,71 д, НР   | 4,35            | 12. у гр. А   | 22 / 31 (32)          |                       | Нису се квалификовале |                 |        |
| Таика Коилахти      | Скок удаљ        | 6,69         | 6,35            | 14. у гр. Б   | 27 / 31               |                       | Нису се квалификовале |                 |        |
| Кристина Макела     | Троскок          | 14,38д       | 14,26 кв        | 5. у гр. А    | 13,99                 | 12 / 26 (28)          |                       |                 |        |
| Криста Терво        | Бацање кладива   | 70,18 НР     | 68,25           | 11. у гр. Б   | Није се квалификовала | 21 / 30               |                       |                 |        |

#### Седмобој
| Дисциплина    | Марија Хантингтон | Марија Хантингтон | Марија Хантингтон | Марија Хантингтон | Марија Хантингтон | Марија Хантингтон |
| Дисциплина    | Лични рекорд      | Резултат          | Бод.              | Плас.             | Укупно            | Плас.             |
| ------------- | ----------------- | ----------------- | ----------------- | ----------------- | ----------------- | ----------------- |
| 100 м препоне | 13,09             | 13,32             | 1.077             | 9.                | 1.077             | 9.                |
| Скок увис     | 1,85              | 1,83              | 1.016             | 4.                | 2.093             | 5.                |
| Бацање кугле  | 12,67             | 12,21             | 675               | 19.               | 2.768             | 11.               |
| 200 м         | 24,29             | 24,72             | 913               | 13.               | 3.681             | 13.               |
| Скок удаљ     | 6,44              | НС                |                   |                   |                   |                   |
| Бацање копља  | 44,68             |                   |                   |                   |                   |                   |
| 800 м         | 2:20,27           |                   |                   |                   |                   |                   |
| Седмобој      | 6.339             |                   |                   |                   | НЗ                |                   |